# Was heißt und zu welchem Ende studiert man Universalgeschichte?

Einziges erhalten gebliebenes Original des Titelblattes eines separaten Erstdrucks von Schillers Antrittsrede

Die Frage „Was heißt und zu welchem Ende studiert man Universalgeschichte?“ ist der Titel von Friedrich Schillers Antrittsvorlesung in Jena am 26. Mai 1789. Angesichts des Zustroms der Studenten musste sie kurzfristig in das Auditorium maximum verlegt werden, selbst dieser größte Hörsaal konnte nicht alle fassen, die zuhören wollten.
Das entschieden aufgeklärte Geschichtskonzept der Weltgeschichte als „Universal history“ in England, seit 1744 von Siegmund Baumgarten umgearbeitet und übersetzt, hatte in Deutschland einen universalhistorischen Diskurs ausgelöst, an dem sich die bedeutendsten Historiker, Philosophen und Theologen beteiligten.
Diesen Diskurs und August Ludwig von Schlözers Aussage, Weltgeschichte sei lediglich ein Aggregat von Bruchstücken, nahm Friedrich Schiller als Ausgangspunkt und Thematik für seine Antrittsvorlesung in Jena am 26. Mai 1789. Seine Deklamation und die Theatermetaphorik sowie die Nutzung des Elativs (des absoluten Superlativs) in seiner Rede brachten das überfüllte Auditorium zum Kochen, was dem Dramatiker in seinen weniger gut besuchten Vorlesungen späterhin weniger häufig gelang.

## Brotgelehrte und philosophische Köpfe
Der Gegensatz zwischen Brotgelehrtem und philosophischem Kopf bildet das Kernstück der Vorlesung. Gleich zu deren Beginn, noch bevor er auf die Universalgeschichte zu sprechen kam, schied Schiller im Geiste seiner Zuhörer jenes jubelnde Auditorium in zwei Gruppen:
1. Der Brotgelehrte: Ihm ist es unmöglich die Gesamtzusammenhänge zu erkennen, die zwischen allen wissenschaftlichen Disziplinen bestehen, und wenn er sie erkennen würde, würde er sich furchtsam von ihnen abwenden. Er ist Symbol der Partikularität, „Sklavenseele im Reich der Freiheit“.
2. Der philosophische Kopf: Er erfasst den Zusammenhang des ganzen Wissens, will erkennen, was die Welt im Innersten zusammenhält. „Wo der Brotgelehrte trennt, vereinigt der philosophische Geist.“ Er steht für die Interdisziplinarität, für die Universalgeschichte.

## Schillers Geschichtsbild
Schiller entwarf nach dieser vorangegangenen Oppositionsbildung zwei verschiedene Geschichtsbilder: das der allgemeinen Weltgeschichte und jenes der Universalgeschichte.

### Das Weltgeschehen und die allgemeine Weltgeschichte
Wie später Hegel, so unterscheidet auch Schiller stark zwischen dem Gang der Welt und dem Gang der Weltgeschichte. Voraussetzung für die Weltgeschichte ist für ihn das durch objektive Aufzeichnungen von Zeitzeugen festgehaltene Weltgeschehen. So müsse zwangsläufig „die ganze Epoche vor der Sprache, so folgenreich sie auch für die Welt gewesen“ sein mag, aus der Geschichte, wie Schiller sie versteht, ausgeschlossen werden. Es ist „geschichtslose Zeit“. Gleiches gilt für die „Begebenheiten vor dem Gebrauche der Schrift“, da die „lebendige Tradition oder die mündliche Sage […] eine sehr unzuverlässige Quelle für die Geschichte“ darstelle. Auch der bei weitem größte Teil der Geschehnisse des Altertums sei mit dem vielfachen Verlust der Aufzeichnungen für die Weltgeschichte verloren gegangen. Weiterhin sei, so Schiller, all das, was durch Interpretation, Leidenschaft, Unverstand oder Genie als entstellt und verfälscht überliefert angenommen werden muss, auszuschließen. Nimmt man an, das Weltgeschehen sei ein ununterbrochen fortfließender Strom, so ist die Weltgeschichte, nach Schillers Ansicht, nur eine hie und da beleuchtete Welle. Die allgemeine Weltgeschichte, die sich erschließt, wenn der Historiker sie standortgebunden aus der Gegenwart bis zum Versiegen ihrer Quelle zurückverfolgt, gebe Antwort über den Werdegang des Menschen. Sie erzähle von der Entwicklung des menschlichen Geschlechts, führe vom einen Extrem, dem Höhlenbewohner, zum anderen, dem heutigen zivilisierten Menschen. Doch – und hier bezog Schiller sich auf August Ludwig von Schlözer – wäre die Geschichte in diesem Sinne verstanden nicht vielmehr als eine Addition von Staatengeschichten, „als ein Aggregat von Bruchstücken“.

### Die Universalgeschichte
An diesem Punkt des Erkenntnispessimismus aber führt der Enthusiast Schiller die Universalgeschichte auf die Bühne des Weltgeschehens, die „unsterbliche Bürgerin aller Nationen und Zeiten“, die, „indem sie den Menschen gewöhnt, sich mit der ganzen Vergangenheit zusammenzufassen und mit seinen Schlüssen in die Zukunft vorauszueilen“ aus dem einzelnen Menschen eine Menschheit schaffe. Dabei scheint es im ersten Abschnitt der Vorlesung zunächst, dass sich hinter dem Begriff Universalgeschichte nur ein Teil der allgemeinen Weltgeschichte verberge. Derjenige nämlich, der „auf die heutige Gestalt der Welt und den Zustand der jetzt lebenden Generation einen wesentlichen, unwidersprüchlichen und leicht zu verfolgenden Einfluss gehabt hat.“ Doch es wird bald klar, dass die Universalgeschichte für Schiller mehr war als das Verhältnis des historischen Datums zu der heutigen Weltverfassung. Sie war für ihn die „unvergängliche Kette, die durch alle Menschengeschlechter sich windet“ und „unser fliehendes Dasein“ befestigt. Sie sei das Band, welches die verschiedenen Staatengeschichten durch ein teleologisches Prinzip aneinander fesselt, jenes Band, welches das Aggregat zum System erhebt.
Die Frage sei nur, wie aus der allgemeinen Weltgeschichte, die sich nicht einmal als Wissenschaft bezeichnen darf, die Weltbürgerin Universalgeschichte entstehe. Mit der Antwort hierauf beantwortete Schiller gleichzeitig die seiner Vorlesung überstehende Frage. Universalgeschichte studieren heiße für den Einzelnen, sich zu einem philosophischen Kopf zu bilden. Ebendiesen philosophischen Köpfen obliege es dann durch ihren Verstand die künstlichen Bindungsglieder zu schaffen, welche die verstreuten Kettenabschnitte der allgemeinen Weltgeschichte „zu einem vernunftmäßig zusammenhängenden Ganzen“ vereinigen und außerdem einen übergeordneten, verbindenden Sinn, einen Weltgeist in die Geschichte zu pflanzen.
Und zu welchem Ende solle der philosophische Kopf Universalgeschichte studieren?
Um wahre Unsterblichkeit bei dem Versuch zu erlangen „das Problem der Weltordnung aufzulösen und dem höchsten Geist in seiner schönsten Wirkung zu begegnen.“

## Ausgaben
- Friedrich Schiller: Was heißt und zu welchem Ende studiert man Universalgeschichte? (Antrittsvorlesung in Jena, 26. Mai 1789). Akademische Buchhandlung, Jena 1789. (Digitalisat und Volltext im Deutschen Textarchiv)
- Was heißt und zu welchem Ende studiert man Universalgeschichte?: Schillers Antrittsvorlesung in heutiger Sprache. epubli, Berlin 2025, ISBN 978-3819767319.
- als Hörbuch, gelesen von Leopold Lindberg, in: Bibliotheca Anna Amalia. Die Hörbuchedition, CD 8: Friedrich Schiller: Kleinere prosaische Schriften. Der Audio Verlag, Berlin 2007, ISBN 978-3-89813-635-8.